# シンドゥゴーシュ級潜水艦
シンドゥゴーシュ級潜水艦（シンドゥゴーシュきゅうせんすいかん、英語：Sindhughosh class submarine）はインド海軍が運用する通常動力型潜水艦。ソ連/ロシア海軍のキロ型潜水艦のインド海軍向け輸出型（Project 877EKM）であり、建造もソ連ないしロシアで行われた。本級の型式についてはProject 877EMないしProject 877Eであり、また10番艦についてはProject 8773とする説もある。
10番艦は新造時より、他の艦は就役後の改装により3M-54 Klub(SS-N-27)対艦巡航ミサイルの運用能力を有する。

## 設計

### 船体・動力
船体は、涙滴型船形、完全複殻構造である。6区画の水密区画から構成され、1区画の浸水に対する耐性がある。
静粛性向上の為、機関はラフトを介し船体に取り付けられている。船体及びセイルの表面は、ソナーの反響低減効果があるゴム製の吸音タイルで覆われている。同タイルは、熱帯海域における太陽光線による劣化対策として表面をオゾンにより加工処理されている。
潜舵は、ソナーへの影響を考慮し、船体中部、セイル基部前方に設置され、水平引込式となっている。
全艦、電池をロシア製からドイツ製をインドでライセンス生産したものに就役後交換している。

### センサー
MGK-400EMソナーは、MGK-400ソナーの基本的な寸法を維持しつつ、通常動力潜水艦のために最適化されている。
アンテナは高度な受信要素を包括している。システム機器は現代的で、高速でデータ処理可能なコンピュータと多機能表示から構成される。システムの戦術的、技術的特性(特にソナー操作範囲と目標測定精度)は、相当改良されている。システムには、雑音と妨害状態の測定と制御、主なモードによるソナー操作範囲の予測という新しい機能がある。自己診断装置は品質、信頼性、およびシステムの操作の容易さを高めている。
省力化のため、MGK-400EMソナーは情報を共通表示するコンソールが用いられ、MG-519EM機雷掃討システムが組み込みまれている。

### 戦闘システム
MVU-110EM Murena戦術情報処理装置を装備し、同時に3つの異なる目標の捜索、内2つの目標への攻撃が可能である。尚、有線誘導魚雷が発射可能な魚雷発射管は2基のみである。

## 改装
10番艦シンドゥシャストラを除く各艦は、順次改装の為ロシアへ回航改装を実施中であり、2009年現在9隻の内6隻が改装を済ませており、1隻が改装中である。
改装内容は、前述の通り3M-54 Klub(SS-N-27)対艦巡航ミサイルの運用能力を付与にあり、3P-14PE火器管制システムを追加搭載、3M-54E Klub-S対艦または91RE-1対潜巡航ミサイルを合計最大10発搭載可能となった。
尚、艦首ソナーに関しても、MGK-400からMGK-400EMへの換装が行われている。

## 運用
本級はキロ型の中で初期に輸出された事例であり、1983年にソ連へ発注された。当初10隻を予定していたが8隻に削減され、1986年から1991年にかけ引き渡された。1990年に2隻追加発注され、1997年から2000年にかけ引き渡されている。
「シンドゥヴィル」はインド海軍を退役後、2020年12月にミャンマー海軍「ミニエ・テインカトゥ」として再就役している。

## 事故
2008年、ムンバイ沖で演習中だった「シンドゥゴーシュ」が商船と衝突した。
2010年、ヴィシャカパトナム港で停泊中の「シンドゥラクシャク」が火災事故を起こした。原因は電池の整備不良で、漏れ出した水素に引火した。損傷した「シンドゥラクシャク」はロシアに回航され、修理と共に巡航ミサイル発射機能の追加やソナーの換装も行った。
2013年8月13日深夜、作戦航海準備中の「シンドゥラクシャク」が、ムンバイ海軍工廠で爆発事故を起こした。爆発で艦体は浸水し、乗組員18名の死亡が確認された。被害は甚大で、「シンドゥラクシャク」は修理されることなく除籍されることになった。なお、隣接して停泊していた「シンドゥラトナ」も爆発に巻き込まれて損傷した。

## 同型艦一覧
| 艦番号 | 艦名                                    | 起工           | 進水            | 就役            | 状態                                                                   |
| ------ | --------------------------------------- | -------------- | --------------- | --------------- | ---------------------------------------------------------------------- |
| S55    | シンドゥゴーシュ (INS Sindhughosh)      | 1983年 5月29日 | 1985年 6月29日  | 1986年 4月30日  | 改装済                                                                 |
| S56    | シンドゥヴァジ ( INS Sindhudhvaj)       | 1986年 4月1日  | 1986年 7月27日  | 1987年 6月12日  |                                                                        |
| S57    | シンドゥラジ ( INS Sindhuraj)           |                |                 | 1987年 10月20日 | 改装済                                                                 |
| S58    | シンドゥヴィル ( INS Sindhuvir)         | 1987年 5月15日 | 1987年 9月13日  | 1988年 8月26日  | 退役後、2020年12月にミャンマー海軍「ミニエ・テインカトゥ」として再就役 |
| S59    | シンドゥラトナ ( INS Sindhuratna)       |                |                 | 1988年 12月22日 | 改装済                                                                 |
| S60    | シンドゥケサリ ( INS Sindhukesari)      | 1988年 4月20日 | 1988年 8月16日  | 1989年 2月16日  | 改装済                                                                 |
| S61    | シンドゥキルティ ( INS Sindhukirti)     | 1989年 4月5日  | 1989年 8月26日  | 1990年 1月4日   | 改装中                                                                 |
| S62    | シンドゥヴィジャイ ( INS Sindhuvijay)   | 1990年 4月6日  | 1990年 7月27日  | 1991年 3月18日  | 改装済                                                                 |
| S63    | シンドゥラクシャク ( INS Sindhurakshak) |                | 1997年 6月26日  | 1997年 12月24日 | 除籍                                                                   |
| S65    | シンドゥシャストラ ( INS Sindhushastra  |                | 1999年 10月14日 | 2000年 7月19日  |                                                                        |

## 写真

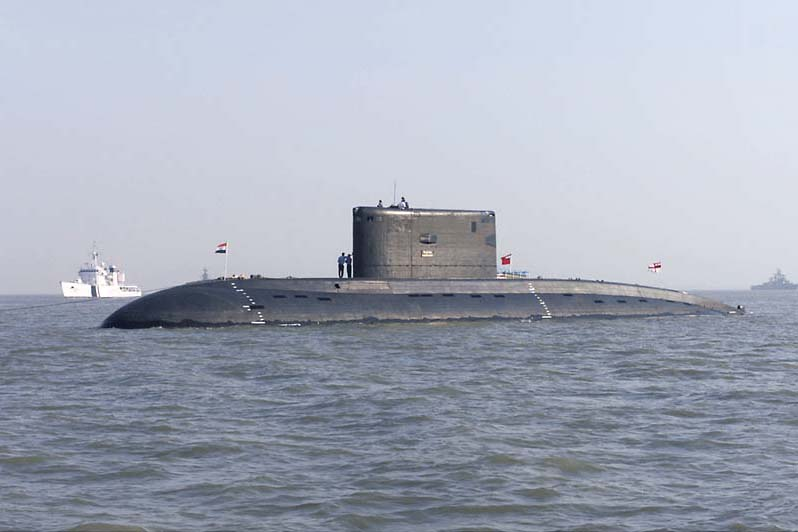
シンドゥラクシャクS63
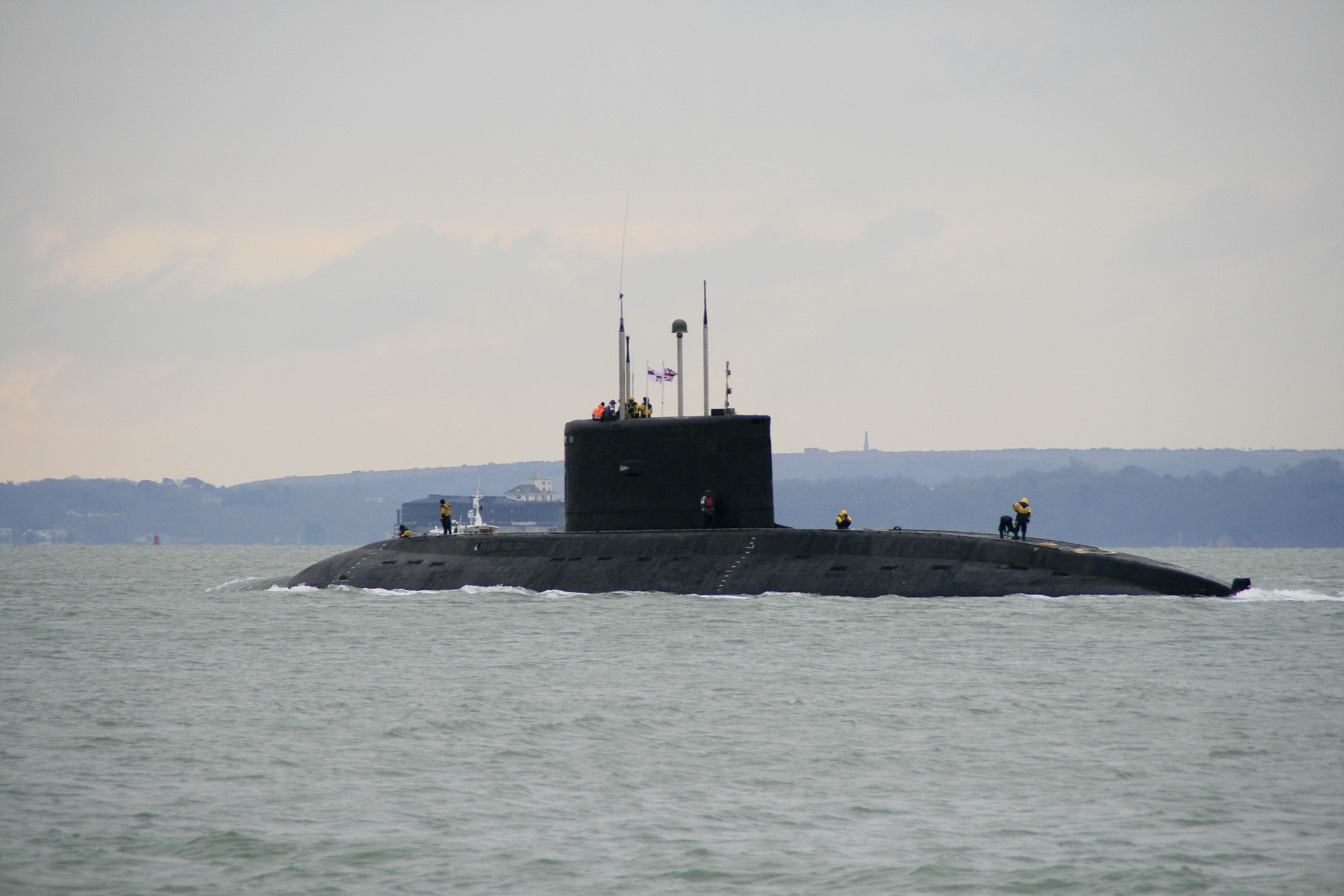
シンドゥラクシャクS63 2013
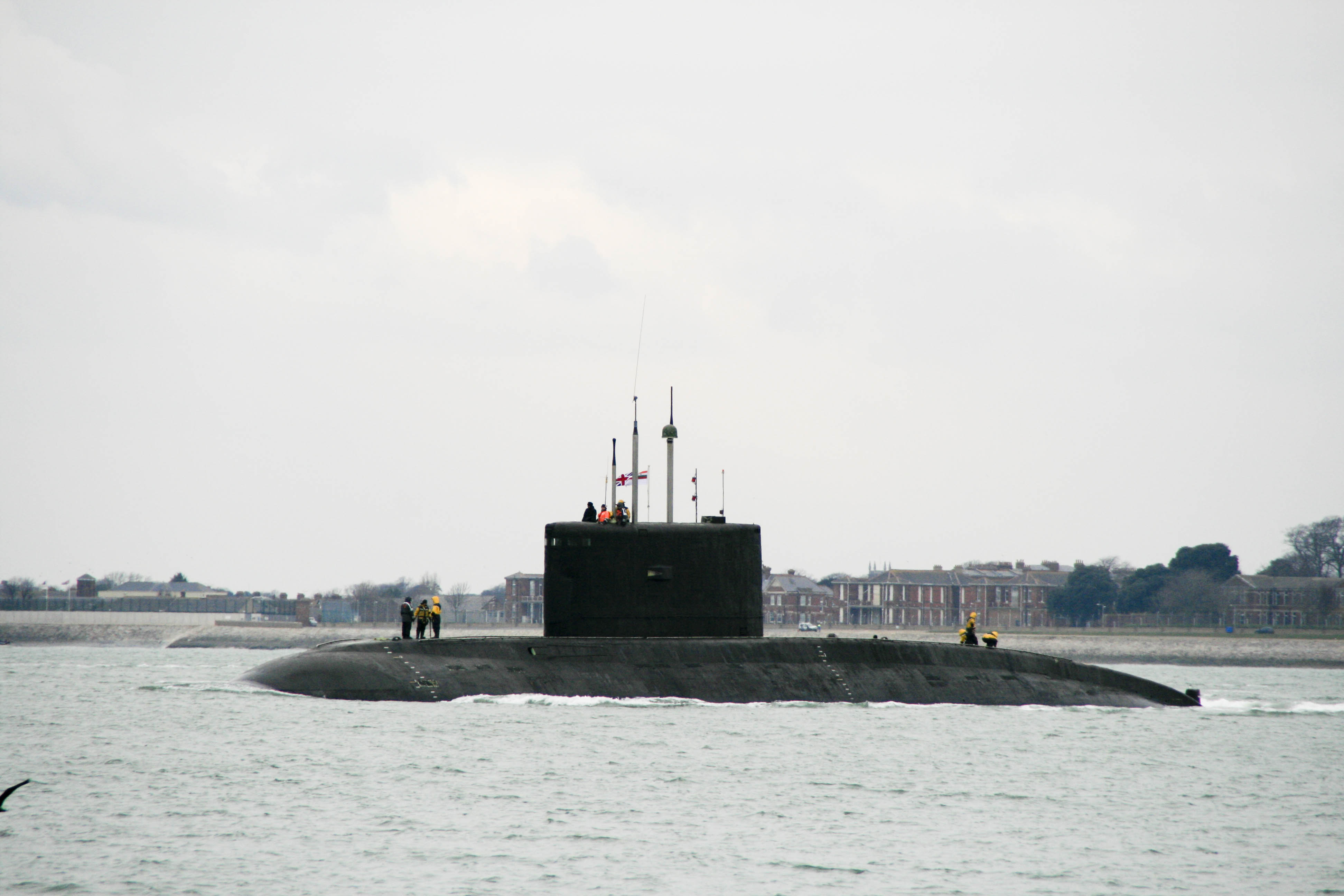
シンドゥラクシャクS63 2013
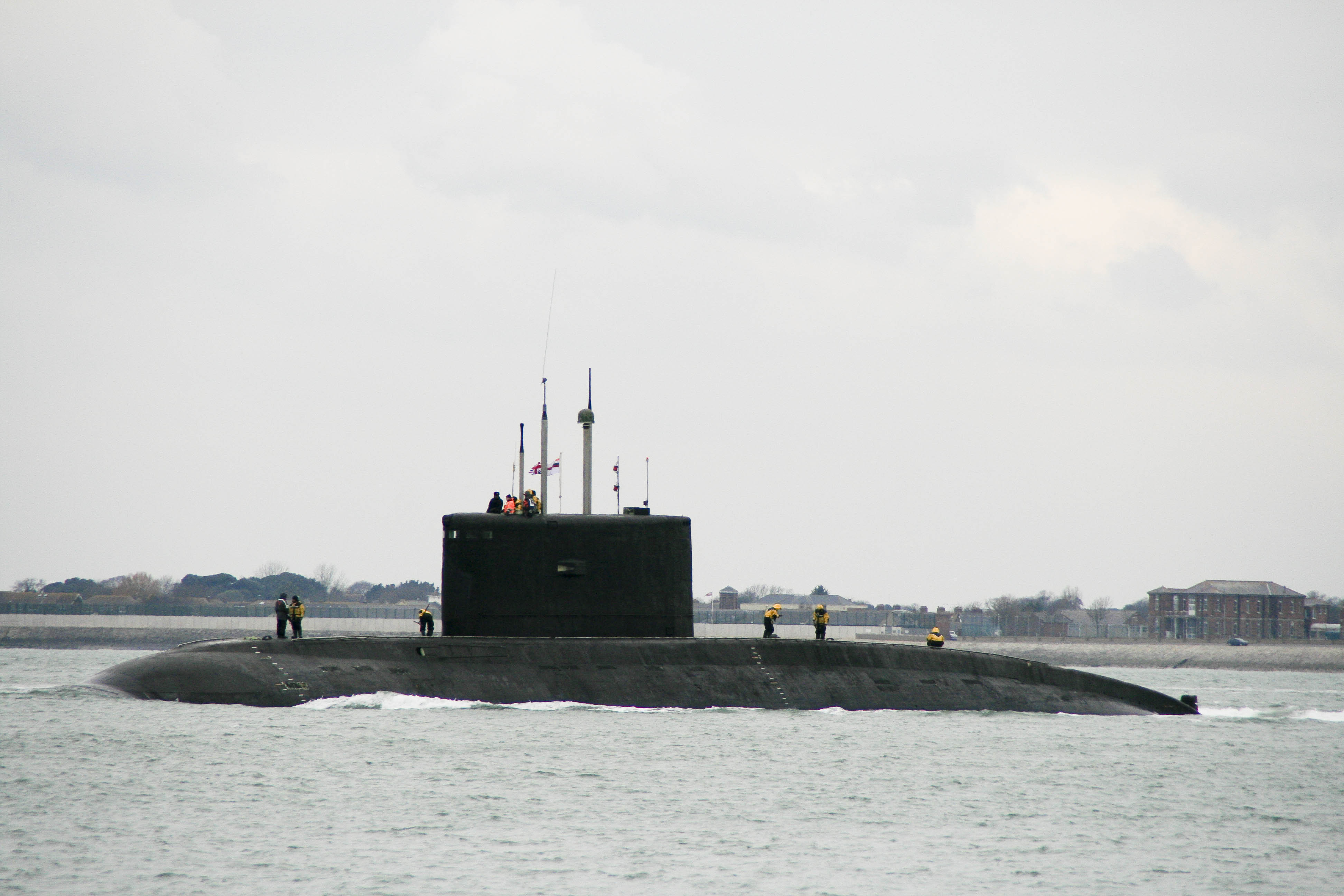
シンドゥラクシャクS63 2013
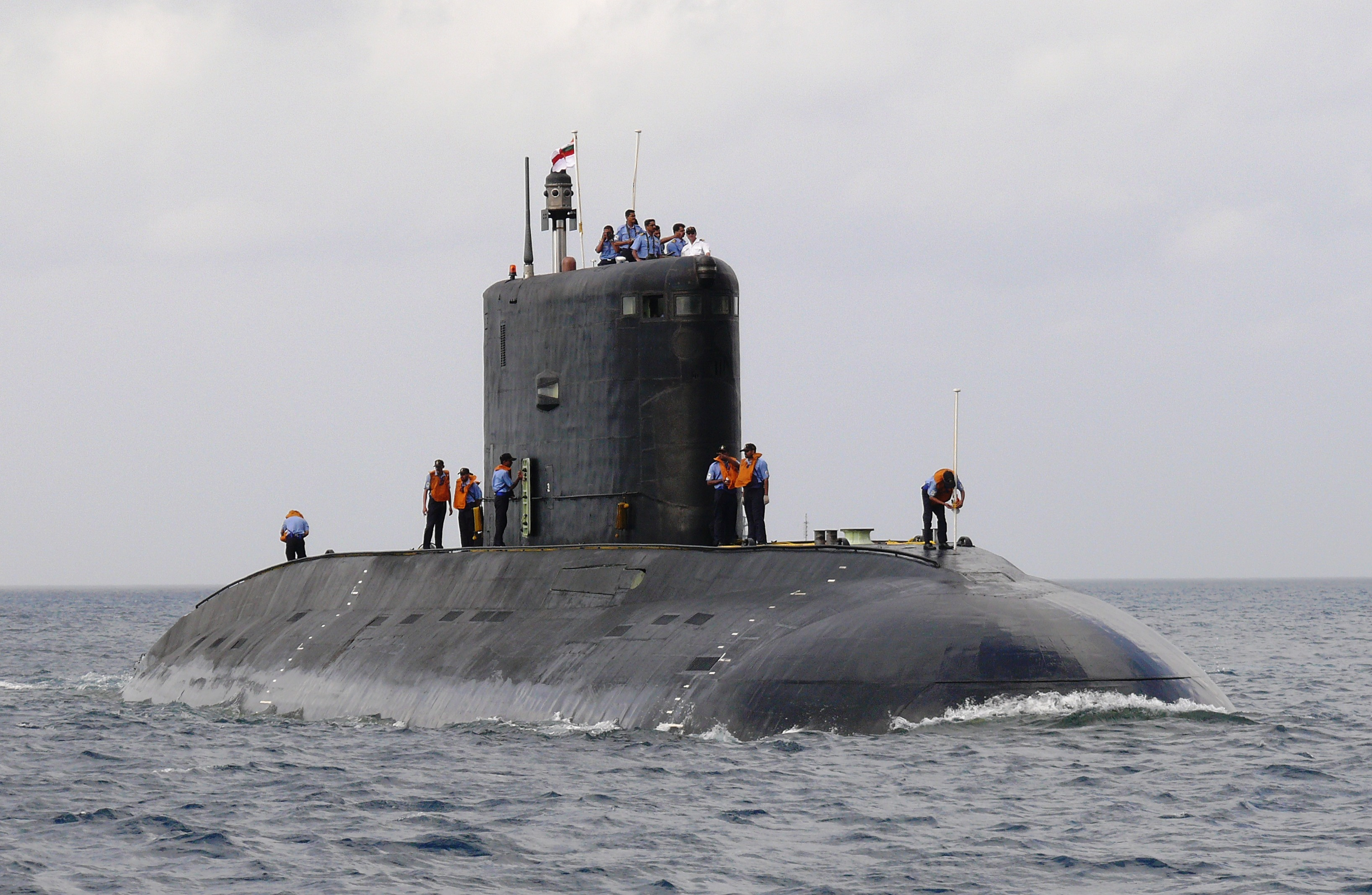
シンドゥヴィジャイS62